# Noon Company
Noon Company (韓語：눈컴퍼니)，是一家韩国艺人经纪公司，由Yooborn Company前总经理成贤洙创立于2018年5月。

## 旗下艺人

### 男演员
- 趙漢哲（2018年5月至今）[1]
- 禹智賢（2018年11月至今）[2]
- 李硕亨（2019年10月至今）[3]
- 俞义泰（2020年4月至今）[4]
- 姜吉宇（2021年3月至今）[5]
- 金正宇（2022年3月至今）[6]
- 卢载沅（2022年4月至今）[7]
- 權多咸（2022年9月至今）[8]
- 全裴修（2023年1月至今）
- 尹炳熙（2023年10月至今）
- 尹敬浩（2023年11月至今）
- 吴承勳（2024年11月至今）[9]

### 女演员
- 金瑟琪（2018年5月至今）[1]
- 李敏芝（2018年5月至今）[1]
- 朴素珍 （2019年3月至今）[10]
- 曹秀香（2019年4月至今）[11]
- 李尚熙（2020年12月至今）[12]
- 朴正妍（2021年6月至今）[13]
- 韩东希（2021年6月至今）[13]
- 李侑智（2021年6月至今）[13]
- 林世美（2022年2月至今）[14]
- 张瑄（2022年11月至今）[15]
- 金宝罗（2023年1月至今）
- 李蕊（2023年7月至今）
- 沈秀彬（2024年1月至今）[16]
- 金敏荷（2024年—）[17]
- 金素慧（2024年—）[18]
- 金姝怜（2025年—）[19]

## 过往艺人
- 柳惠英（2018年6月-2022年）[20]

## 外部连结
- 官方网站
- Noon Company NAVER BLOG （页面存档备份，存于） 
- YouTube上的Noon Company頻道
- Noon Company的Facebook專頁
- Noon Company的Instagram帳戶